# HMV Exclusive Remix EP
HMV Exclusive Remix EP è il quarto EP del gruppo musicale britannico The Prodigy, pubblicato il 30 marzo 2015 dalla Take Me to the Hospital e dalla Cooking Vinyl.

## Descrizione
Pubblicato esclusivamente nel Regno Unito per promuovere il sesto album in studio del gruppo, The Day Is My Enemy, l'EP è costituito da alcuni remix dei singoli Wild Frontier e Nasty, accompagnate dalle versioni strumentali dei brani originali.

## Tracce
1. Wild Frontier (KillSonik Remix) – 5:19 (Liam Howlett, Joe Erskine, Luca Gulotta, Tim Hutton, Nick Halkes)
2. Wild Frontier (Jesse and the Wolf Remix) – 3:38 (Liam Howlett, Joe Erskine, Luca Gulotta, Tim Hutton, Nick Halkes)
3. Wild Frontier (Wilkinson Remix) – 4:08 (Liam Howlett, Joe Erskine, Luca Gulotta, Tim Hutton, Nick Halkes)
4. Wild Frontier (Instrumental) – 4:30 (Liam Howlett, Joe Erskine, Luca Gulotta, Tim Hutton, Nick Halkes)
5. Nasty (Instrumental) – 4:07 (Liam Howlett, Keef Flint, Tim Hutton, Nick Halkes)
6. Nasty (Spor Remix) – 5:11 (Liam Howlett, Keef Flint, Tim Hutton, Nick Halkes)

## Formazione
Gruppo
- Liam Howlett – sintetizzatore, programmazione
- Maxim – voce (tracce 1, 2 e 3)
- Keef Flint – voce (traccia 6)

Altri musicisti
- Tim Hutton – cori (eccetto tracce 4 e 5)
- Brother Culture – voce aggiuntiva (traccia 6)
- Jonathan Gooch – tastiera aggiuntiva (traccia 6)

Produzione
- Liam Howlett – produzione, missaggio
- Neil McLellan – produzione, missaggio
- KillSonik – co-produzione (tracce 1-4), remix e produzione aggiuntiva (traccia 1)
- James Rushent – remix e produzione aggiuntiva (traccia 2)
- Wilkinson – remix (traccia 3)
- Jonathan Gooch – remix e produzione aggiuntiva (traccia 6)
- John Davis – mastering